# Teresa Orlowski
Teresa Orlowski (de son vrai nom Teresa Orłowska), née le 29 juillet 1953 à Wrocław, est une actrice pornographique et productrice de films pornographiques polonaise.

## Biographie
Elle est née en Pologne mais a effectué sa carrière dans le X allemand. Elle a été actrice puis productrice de films pornographiques.
Elle doit notamment sa réussite à son opulente poitrine et à son tempérament de feu : on pratique sur elle la sodomie et la double pénétration, pratiques encore peu courantes  dans les films pornos au début des années 1980.